# Ботуня
За едноименната река вижте Ботуня.
Боту̀ня е село в Северозападна България. То се намира в община Криводол, област Враца.

## География
Село Ботуня е разположено на левия бряг на р. Ботуня. То се намира на границата с област Монтана и е на почти еднакво разстояние от градовете Враца, Криводол, Вършец и Берковица. Граничи на изток с Главаци, на юг – със Стояново, на запад и север – със Сумер. Селото е застроено на площ 335 дка., жилищните сгради са 308, а парцелираните дворни места са 243. С постоянен адрес в селото са 173 жители, а временно пребиваващите са около 50 души.

## История
Старото име на селото е Дупляк, а от 1963 година е наречено Ботуня. Името Дупляк е дадено поради дупките и пещерите в карстовия терен на неговите околности. Някои от пещерите като „Водната дупка“ са обитавани още през новокаменната епоха. Върху скална тераса „Градище“ са развалините на антична средновековна крепост. През май и юни 2001 г. околностите на селото са изследвани от експедиция на Археологическия институт с музей при БАН и Съвета за теренни проучвания, като е извършена локализация на перспективни обекти по поречието на река Ботуня. Събрания археологически и палеонтологически материал е представен за обработка в БАН.

## Население
Преброяване на населението през 2011 г.
Численост и дял на етническите групи според преброяването на населението през 2011 г.:
|                     | Численост | Дял (в %) |
| Общо                | 181       | 100,00    |
| Българи             | 178       | 98,34     |
| Турци               | 0         | 0,00      |
| Цигани              | 0         | 0,00      |
| Други               | 0         | 0,00      |
| Не се самоопределят | 0         | 0,00      |
| Неотговорили        | 2         | 1,10      |

## Религии
Православни

## Културни и природни забележителности
Развалините на антична крепост, които се намират върху скалната тераса „Градище“, са обявени за паметник на културата през 1969 г. Селото се намира на 180 м надморска височина и разполага с прекрасни природо-географски дадености. Селището е с екологична чиста среда, понеже е далеч от предприятия. На около 500 м. западно от селото в местността „Камъка“ има две вековни дървета. Местността „Кирик“, която се намира на около 500 метра западно от селото е място с изглед към поречието на река Ботуня и близките села. В друга една местност, която се намира на 1000 м. северно от селото има 6 вековни дървета и паметна плоча.

## Редовни събития
В землището на село Ботуня има няколко места, на които хората от селото правят оброци за здраве. На празника Малка Богородица, в местността „Свинарска могила“ се събират фамилиите Андровци, Пешуновци и Кънчовци. По стара традиция на Петровден жителите на селото празнуват в местността „Върха“. В деня на празника Св. Константин и Елена, хората от селото посещават местността „Могилата“, която се намира на 3000 м. северозападно от селото.